# Зам’ятино (Балахнинський район)
Зам’ятино (рос. Замятино) — присілок в Балахнинському районі Нижньогородської області Російської Федерації.
Населення становить 162 особи. Входить до складу муніципального утворення робітниче селище Гідроторф.

## Історія
Від 2009 року входить до складу муніципального утворення робітниче селище Гідроторф.

## Населення
| 2002 | 2010 |
| ---- | ---- |
| 194  | ↘162 |